# Holocompsa nitidula
Holocompsa nitidula är en kackerlacksart som först beskrevs av Fabricius 1781.  Holocompsa nitidula ingår i släktet Holocompsa och familjen Polyphagidae. Inga underarter finns listade i Catalogue of Life.